# Костёл Пресвятой Троицы (Войстом)
Костёл Пресвятой Троицы — католический храм, расположенный в агрогородке Войстом Сморгонского района Гродненской области. Памятник архитектуры стиля модерн.

## История
Сведения о первом храме датируются 1440 годом.
Первая церковь была построена при финансовой поддержке Стефана Радзивилла.
В 1744 году была построена новая деревянная церковь на деньги местного настоятеля прихода ксендза Яна Твардовского.
В 1779 году был реставрирован стараниями ксендза Бонифация Шимоновского.
В 1927—1939 годах из кирпича и бутового камня построено новое каменное здание храма.

## Архитектура
Представляет собой вытянутое прямоугольное в плане строение, накрытое двускатной жестяной кровлей с вальмой над алтарной частью. Главный фасад завершен двухъярусной шатровой башенкой. Внутренний объём перекрыт цилиндрическим сводом. Алтарная часть и хоры открываются широкими арками.